# Зутермер

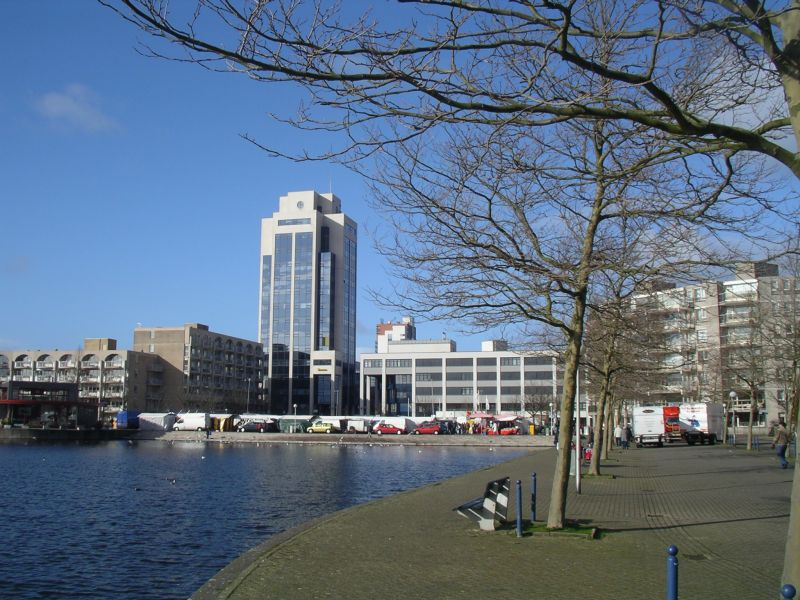
Центр міста

Зутерме́р (нід. Zoetermeer) — місто в Нідерландах, у провінції Південна Голландія. Населення — 119 293 жителів (2007).

## Історія
Поселення Зутермер налічує тисячу років. У Середньовіччі селяни викопували ями в долинах. Глину з цих ям використовували для поліпшення торф'яника. На дні однієї з таких ям археологи знайшли вирізьблений дерев'яний стовп, який датуться 985 роком. Це означає, що уже в той час на цьому місці жили люди. Зутермеру доводилось платити графу Голландії певний податок — боттінг. Відомо, що цей податок сплачували лише найстаріші міста цієї провінції. Це означає, що Зутермер повинен був бути заснований принаймні до 1100 року. Перша письмова згадка існування села на місці сучасного Зуртемера датується 1269 роком.
У 13 столітті утворився центр села, який досі існує як історична вулиця Дорпсстраат. У північній частині міста до 17 століття лежало озеро, про яке тепер нагадує штучна водойма, котра була створена, коли стали потрібні тонни піску, щоб закласти фундаменти нових житлових будинків. Озеро було хорошим джерелом цього ресурсу.
У 1868 році через село почав курсувати перший потяг. Активний розвиток Зутермера розпочався з 1966 року. Причиною цьому послужила нестача житлових площ для містян у недалеко розташованій Гаазі. Міські вулиці стали забудовуватись сучасними будинками. За короткий час невелике сільське поселення перетворилось в економічно розвинуте місто. Формування нового устрою життя не завадило зберегти колишній побут та традиції. Старі ферми та сільські будинки благополучно існують недалеко від хмарочосів.

## Економіка
Економіка Зутермера в першу чергу залежить від інформаційних технологій. Завдяки сучасній інфраструктурі, добре оцифрованому центру під назвою «Het Forum», в якому знаходиться мерія, центральна бібліотека та безліч інших організацій, а також багатьом школам, які пропонують освіту в галузі інформаційних технологій, він також є великим центром розробки програмного забезпечення, в якому базується багато розробників. Багато ІТ-компаній мають свої філії у Зуртемері, наприклад, Siemens та Toshiba Medical Systems Europe BV. 20% населення міста працює у сфері інформаційних технологій, через що Зуртемер називають голландською «Кремнієвою долиною». Місцевий уряд виділяє порівнянно велику частину бюджету на комп'ютери для шкіл.

## Міста-побратими
- Гамм, Німеччина
- Хінотега, Нікарагуа
- Нітра, Словаччина
- Одорхею-Секуєск, Румунія
- Сямень, Китай